# هانی ونزل
هانی ونزل (انگلیسی: Hanni Wenzel؛ زادهٔ ۱۴ دسامبر ۱۹۵۶) اسکی‌باز آلپاین اهل لیختن‌اشتاین بود.
از افتخارات وی می‌توان به کسب ۲ مدال طلا در بازی‌های المپیک زمستانی ۱۹۸۰ اشاره کرد.